# 若松里佳
若松 里佳（わかまつ りか、1984年6月10日 - ）は、富山県出身のハンドボール選手。ポジションはコートプレーヤー。

## 来歴
富山県出身。富山市立堀川中学校、高岡向陵高等学校卒業。北國銀行ハニービーに所属していた。2010年、ハンドボール ジャパンカップの日本代表に選出され日本代表JOC強化指定選手（2010年度、2011年度）となっていた。